# LPGA Tour 1965
Navigation
Édition précédente Édition suivante
Le LPGA Tour 1965 est la seizième édition du Ladies Professional Golf Association Tour (LPGA), circuit professionnel féminin de golf, qui se déroule du 18 mars 1965 au 28 novembre 1965 exclusivement aux États-Unis. Cette seizième édition de ce circuit permet de proposer un certain nombre de tournois professionnels destinés aux femmes en dehors des compétitions amateurs. La volonté de la professionnalisation des golfeuses leur permet désormais de gagner de l'argent en jouant au golf.
Cette saison comporte trente tournois, soit deux de moins qu'en 1964, auxquels sont insérées des dotations financières en fonction du résultat de la golfeuse. Quatre de ces tournois sont considérés comme « tournoi majeur » -  le Western Open, l'Open américain, le Championnat LPGA et le Championnat Titleholders - et sont considérés comme les plus prestigieux et difficiles à remporter.
L'Américaine Kathy Whitworth gagne pour la première fois d'affilée le classement des gains avec 28 658 $ en remportant huit victoires dont un tournoi majeur : le Championnat Titleholders. Les trois autres tournois majeurs sont remportés par Susie Maxwell (Western Open), Carol Mann (Open américain) et Sandra Haynie (Championnat LPGA). Enfin, le « Trophée Vare », créé en 1953, récompensant la golfeuse ayant la moyenne de score la plus basse de la saison est également remporté par Kathy Whitworth pour la première fois.

## Histoire
Pour l'organisation de cette seizième édition, tous les tournois se disputent aux États-Unis par des golfeuses principalement américaines professionnelles et amateures. Le calendrier établi fait débuter la saison par l'Open de St. Petersburg en Floride remporté par Kathy Whitworth. Au cours de cette saison, tous les tournois ont été remportés par des golfeuses américaines professionnelles.
Avec huit tournois remportés, l'Américaine Kathy Whitworth termine première au tableau des gains avec 28 658 $ pour la première fois de sa carrière. Parmi ses huit titres, il s'y trouve un tournoi majeur : le Championnat Titleholders. Les trois autres tournois majeurs sont remportés par Susie Maxwell (Western Open), Carol Mann (Open américain) et Sandra Haynie (Championnat LPGA).

## Participantes à la saison LPGA 1965
Les participantes ont deux statuts. Certaines sont devenues professionnelles, et pour certaines avant la création de ce circuit, mais de nombreuses amateures prennent également part aux tournois sans toutefois pouvoir recevoir le montant des gains en raison de leur statut.
| Participantes      | Participantes    | Participantes     | Participantes    | Participantes    |
| Professionnelles   | Professionnelles | Professionnelles  | Professionnelles | Professionnelles |
| ------------------ | ---------------- | ----------------- | ---------------- | ---------------- |
| Gloria Armstrong   | Patty Berg       | Donna Caponi      | Andrea Cohn      | Kathy Cornelius  |
| Clifford Ann Creed | Betsy Cullen     | Shirley Englehorn | Gloria Ehret     | Althea Gibson    |
| Sybil Griffin      | Marlene Hagge    | Sandra Haynie     | Ruth Jessen      | Judy Kimball     |
| Carol Mann         | Margie Masters   | Susie Maxwell     | Mary Mills       | Sandra Palmer    |
| Jo Ann Prentice    | Judy Rankin      | Betsy Rawls       | Marilynn Smith   | Wanda Sanches    |
| Sandra Spuzich     | Beth Stone       | Louise Suggs      | Judy Torluemke   | Kathy Whitworth  |
| Peggy Wilson       | Mickey Wright    |                   |                  |                  |
| Amateures          |                  |                   |                  |                  |
| Helen Sigel        | Carol Sorenson   |                   |                  |                  |

## Calendrier de la saison 1965
L'édition 1965 se déroule du 18 mars 1965 au 28 novembre 1965. La tableau suivant présente tous les tournois programmés pour la saison 1965. Les chiffres entre parenthèses correspondent au nombre de victoires remportées au moment de la victoire de la golfeuse audit tournoi remporté. Il est à noter que tous les tournois considérés comme tournois majeurs sont reconnus comme victoires officielles au palmarès du LPGA et ajoutés au palmarès des golfeuses, même avant sa création en 1950. Les tournois majeurs sont indiqués en gras.
| Date       | Tournoi                                       | Catégorie      | Dotation (US$) | Vainqueur individuelle |
| ---------- | --------------------------------------------- | -------------- | -------------- | ---------------------- |
| 21/03/1965 | Open de St. Petersburg, Floride               |                | 9 600 $        | Kathy Whitworth (12)   |
| 28/03/1965 | Invitational d'All State, Mississippi         |                | 8 000 $        | Jo Ann Prentice (1)    |
| 04/04/1965 | Invitational de Baton Rouge, Louisiane        |                | 8 000 $        | Mickey Wright (64)     |
| 25/04/1965 | Invitational de Pensacola, Floride            |                | 8 000 $        | Betsy Rawls (49)       |
| 02/05/1965 | Invitational de Shreveport Kiwanis, Louisiane |                | 8 000 $        | Kathy Whitworth (13)   |
| 02/05/1965 | Open de Peach Blossom, Caroline du Sud        |                | 7 500 $        | Marilynn Smith (14)    |
| 16/05/1965 | Open de Muskogee Civitan, Oklahoma            |                | 8 000 $        | Susie Maxwell (1)      |
| 23/05/1965 | Open de Dallas Civitan, Texas                 |                | 14 000 $       | Mickey Wright (65)     |
| 30/05/1965 | Open de Babe Zaharias, Texas                  |                | 8 000 $        | Marlene Hagge (20)     |
| 06/06/1965 | Invitational de Blue Grass, Kentucky          |                | 8 500 $        | Kathy Whitworth (14)   |
| 13/06/1965 | Western Open, Wisconsin                       | Tournoi majeur | 9 600 $        | Susie Maxwell (2)      |
| 20/06/1965 | Open de Cosmopolitan, Illinois                |                | 8 000 $        | Sandra Haynie (6)      |
| 27/06/1965 | Open de Lady Carling, Maryland                |                | 10 000 $       | Carol Mann (2)         |
| 03/07/1965 | Open américain, New Jersey                    | Tournoi majeur | 17 780 $       | Carol Mann (3)         |
| 11/07/1965 | Open de Lady Carling Midwest, Ohio            |                | 10 000 $       | Kathy Whitworth (15)   |
| 18/07/1965 | Open de Yankee, Michigan                      |                | 10 000 $       | Kathy Whitworth (16)   |
| 25/07/1965 | Invitational de Buckeye Savings, Ohio         |                | 10 000 $       | Kathy Whitworth (17)   |
| 01/08/1965 | Open de Waterloo, Iowa                        |                | 8 000 $        | Betsy Rawls (50)       |
| 08/08/1965 | Open de Milwaukee, Wisconsin                  |                | 12 000 $       | Marlene Hagge (21)     |
| 15/08/1965 | Open de St. Louis, Missouri                   |                | 12 500 $       | Mary Mills (4)         |
| 22/08/1965 | Open d'Omaha Jaycee, Nebraska                 |                | 11 500 $       | Clifford Ann Creed (4) |
| 12/09/1965 | Open d'Eugene, Oregon                         |                | 10 000 $       | Mary Mills (5)         |
| 26/09/1965 | Open de Visalia, Californie                   |                | 8 500 $        | Clifford Ann Creed (5) |
| 26/09/1965 | Championnat LPGA, Nevada                      | Tournoi majeur | 15 830 $       | Sandra Haynie (7)      |
| 03/10/1965 | Invitational de Mickey Wright, Californie     |                | 8 600 $        | Kathy Whitworth (18)   |
| 24/10/1965 | Open de Phoenix Thunderbird, Arizona          |                | 8 600 $        | Marlene Hagge (22)     |
| 30/10/1965 | Open de Las Cruces , Nouveau-Mexique          |                | 9 000 $        | Clifford Ann Creed (6) |
| 07/11/1965 | Open de Tall City, Texas                      |                | 10 000 $       | Marlene Hagge (23)     |
| 14/11/1965 | Open d'Alamo, Texas                           |                | 8 800 $        | Marlene Hagge (24)     |
| 28/11/1965 | Championnat Titleholders, Géorgie             | Tournoi majeur | 10 000 $       | Kathy Whitworth (19)   |

## Classements saison 1965

### Tableau des gains («Money list»)
Le tableau ci-dessous est le classement des golfeuses par gains obtenus sur cette saison 1965. Le classement par gains est remporté par Kathy Whitworth avec 28 658 $ remportés.
| Cla. | Golfeuses       | Gains    | Victoires |
| ---- | --------------- | -------- | --------- |
| 1    | Kathy Whitworth | 28 568 $ | 8         |

### Trophée Vare («Vare Trophy»)
Le tableau ci-dessous est le classement des golfeuses par scores les plus bas sur cette saison 1965.
| Cla. | Golfeuses       | Moyenne |
| ---- | --------------- | ------- |
| 1    | Kathy Whitworth |         |